# 385

385(삼백팔십오)는 384보다 크고 386보다 작은 자연수다.

## 수학
- 합성수로, 그 약수는 1, 5, 7, 11, 35, 55, 77, 385다. 진약수의 합은 191이므로, 385는 부족수다.
- 42번째 쐐기수다. 앞의 쐐기수는 374, 다음 쐐기수는 399다.
  - 10번째 홀수 쐐기수다. 앞의 홀수 쐐기수는 357, 다음은 399다.
- 7번째 이십각수다. 앞의 이십각수는 276, 다음은 512이다.
- {\displaystyle 385=5\times 7\times 11}
  - 연속하는 세 소수(素數)의 곱으로 나타낼 수 있으며, 이 성질을 지닌 앞의 수는 105, 다음 수는 1001이다.
- {\displaystyle 385=1^{2}+2^{2}+3^{2}+4^{2}+5^{2}+6^{2}+7^{2}+8^{2}+9^{2}+10^{2}}
  - 10번째 사각뿔수로, 10 이하의 모든 자연수의 제곱합이다. 앞의 사각뿔수는 285, 다음은 506이다.
  - 연속하는 자연수 10개의 제곱합으로 나타낼 수 있는 가장 작은 수이며, 이 성질을 지닌 다음 수는 505다.
- {\displaystyle 34^{2}-1}은 385로 나누어떨어진다.

## 과학
- NGC 385(영어판): 물고기자리 방향에 있는 렌즈형은하.

## 교통
- 일본 385번 국도(일본어판): 후쿠오카현 야나가와시에서 하카타구까지 이어지는 일본의 국도.
- 현도 제385호선

## 군사
- U-385(영어판): 제2차 세계 대전에 사용된 나치 독일의 군용 잠수함.

## 문화유산
- 대한민국의 보물 제385호: 창경궁 명정문 및 행각
- 대한민국의 사적 제385호: 구례 석주관성

## 기타
- 연도: 385년, 기원전 385년
- 일본어 단어 ‘미야코(みやこ)’의 숫자 고로아와세.